# Nearctopsylla jordani
Nearctopsylla jordani är en loppart som beskrevs av Hubbard 1940. Nearctopsylla jordani ingår i släktet Nearctopsylla och familjen mullvadsloppor. Inga underarter finns listade i Catalogue of Life.